# リトアニア人民党
リトアニア人民党（リトアニア語: Lietuvos liaudies partija、略称: LLP）は、リトアニアの政党。親露派政党として知られており、ロシアの与党・統一ロシアとは協力関係にある。2024年現在、セイマス（国会）、欧州議会、地方自治体議会いずれにおいても議席を有していない。

## 歴史
2009年12月5日、「リトアニア人民運動」 (Lietuvos liaudies sąjūdis) としての設立が届けだされたが、この名称はすでにほかの団体によって使用されていたため、法務省はこの名称での政党登録を拒否した。そのため、2010年4月20日に現党名で届け出を行った。
2024年リトアニア議会選挙では、エドゥアルダス・ヴァイトクスが人民党の選挙リストを率いて選挙活動を行ったが、一切の議席を獲得することはなかった。

## 歴代党首
- 2010–2014年 - カジミラ・ダヌテ・プルンスキエネ（リトアニア語版）
- 2014–2015年 - アンドリュス・シェジュス（リトアニア語版）
- 2015年 - アラス・ストクス (Aras Sutkus)
- 2016–2017年 - ロランダス・パウラウスカス（リトアニア語版）
- 2017–2020年 - ヴァイドタス・プルンスクス (Vaidotas Prunskus)
- 2020年– - タウラス・ヤケライティス (Tauras Jakelaitis)

## 選挙結果

### 国会議員選挙
| 選挙 | 比例での得票数 | 得票率         | 獲得議席数 | +/– |      |
| ---- | -------------- | -------------- | ---------- | --- | ---- |
| 2016 | 12,851         | 1.05 %（12位） | 0 / 141    | 0   | 野党 |
| 2020 | 2,946          | 0.26 %（17位） | 0 / 141    | 0   | 野党 |
| 2024 | 32,752         | 2.64 %（10位） | 0 / 141    | 0   | 野党 |

### 自治体議会議員選挙
| 選挙 | 合計得票数 | 得票率         | 獲得議席数 | 自治体長 | +/– |
| ---- | ---------- | -------------- | ---------- | -------- | --- |
| 2011 | 11,872     | 0.46 %（12位） | 7 / 1,466  | 0 / 60   |     |
| 2015 | 4,961      | 0.49 %（11位） | 5 / 1,473  | 0 / 60   | 2   |
| 2019 | 不参加     | 不参加         | 0 / 1,442  | 0 / 60   | 5   |
| 2023 | 不参加     | 不参加         | 0 / 1,498  | 0 / 60   | 0   |